# Mychajło Hołejko
Mychajło Hołejko (ur. 1844 w Hussakowie, zm. 1 maja 1906 we Lwowie) – ukraiński architekt.
W 1876 ukończył studia w Akademii Technicznej we Lwowie, rok później otrzymał stanowisko inżyniera Wydziału Regionalnego w Urzędzie Gubernialnym. Był jednym z założycieli Polskiego Towarzystwa Politechnicznego we Lwowie, był jego członkiem od 1877 do 1900. Projektował i nadzorował budowę drewnianych cerkwi, których projekty zawierały elementy architektury ludowej oraz murowanych w stylu neoromańskim i neobizantyjskim.

## Dorobek architektoniczny
- Ogrodzenie dookoła cerkwi Przemienienia Pańskiego we Lwowie, razem z Teofilem Dżulińskim;
- Cerkiew Zaśnięcia Przenajświętszej Bogurodzicy (Uspieńska) w Kulikowie /1900-1901/, realizacja wspólnie z Sylwestrem Hawryszkewyczem /1900-1901/;
- Murowana cerkiew we wsi Połtew /1900/;
- Murowana cerkiew we wsi Milatyn Stary /1900/;
- Drewniana cerkiew Archanioła Michała we wsi Łysków /1901/;
- Drewniana cerkiew we wsi Delawa /1906/.